# Love, Whitney
Love, Whitney là album tổng hợp của ca sĩ nhạc pop và R&B người Mỹ Whitney Houston, phát hành năm 2001. Love, Whitney là một bộ sưu tập những bản ballad đã trở thành thương hiệu của cô trong những năm qua và bao gồm 9 bài hát nằm trong top 20 hit.

## Danh sách bài hát
| STT | Nhan đề                         | Sáng tác                                                     | Sản xuất                       | Thời lượng |
| --- | ------------------------------- | ------------------------------------------------------------ | ------------------------------ | ---------- |
| 1.  | "Until You Come Back"           | Babyface, Daryl Simmons                                      | Babyface                       | 4:55       |
| 2.  | "I Have Nothing"                | David Foster, Linda Thompson                                 | David Foster                   | 4:50       |
| 3.  | "Why Does It Hurt So Bad"       | Babyface                                                     | Babyface                       | 4:39       |
| 4.  | "You Give Good Love"            | Lala                                                         | Kasif                          | 4:12       |
| 5.  | "All the Man That I Need"       | Dean Pitchford, Michael Gore                                 | Narada Michael Walden          | 3:57       |
| 6.  | "Where Do Broken Hearts Go"     | Frank Wildhorn, Chuck Jackson                                | Narada Michael Walden          | 4:38       |
| 7.  | "Just the Lonely Talking Again" | Sam Dees                                                     | Narada Michael Walden          | 5:33       |
| 8.  | "Exhale (Shoop Shoop)"          | Babyface                                                     | Babyface                       | 3:24       |
| 9.  | "Miracle"                       | L.A. Reid, Babyface                                          | L.A. Reid, Babyface            | 5:46       |
| 10. | "For the Love of You"           | O'Kelly Isley, Jr., Ronald Isley, Marvin Isley, Chris Jasper | Narada Michael Walden          | 5:35       |
| 11. | "Saving All My Love for You"    | Michael Masser, Gerry Goffin                                 | Michael Masser                 | 3:56       |
| 12. | "Run to You"                    | Allan Rich, Jud Friedman                                     | David Foster                   | 4:27       |
| 13. | "I Believe in You and Me"       | David Wolfert, Sandy Linzer                                  | Mervyn Warren, Whitney Houston | 3:55       |
| 14. | "Didn't We Almost Have It All"  | Michael Masser, Will Jennings                                | Michael Masser                 | 4:38       |
| 15. | "All at Once"                   | Michael Masser, Jeffrey Osborne                              | Michael Masser                 | 4:29       |
| 16. | "I Will Always Love You"        | Dolly Parton                                                 | David Foster                   | 4:23       |